# WhatsApp
WhatsApp е безплатно, междуплатформено мобилно приложение за изпращане на незабавни съобщения за смартфони, което поддържа криптиране. То използва интернет за гласова телефония и видео разговори; може да изпраща текст, снимки, GIF, видеоклипове, документи и други файлове до други потребители, които имат мобилен номер и са свързани с интернет. Приложението е достъпно за различни платформи: iOS, Android, BlackBerry OS, Symbian, Windows Phone. Необходимо е инсталиране на приложението на мобилния телефон. Възможно е да се създават групови чатове, изпращане на координати посредством Google Карти.
Компанията WhatsApp Inc., създала приложението, е основана от Ян Борисович Кум и Брайан Ектон (Brian Acton) през 2009 г. в Маунтин Вю, Калифорния. През февруари 2014 г. е придобита от Facebook Inc. за 19 млрд. щатски долара.
В началото използването на приложението се е заплащало в размер на около 1 щатски долар годишно след изтичането на едногодишен безплатен период, но през 2016 г. заплащането е отменено, потребителят заплаща само използвания интернет трафик. Приложението се използва от над 1 милиард души.
По оценки от 2012 г. загубите на мобилните оператори вследствие на растящата популярност на WhatsApp могат да достигнат десетки милиарди щатски долари.